# مونسون (ألبرتا)
مونسون (بالإنجليزية: Munson, Alberta)‏ هي قرية تقع في كندا في ألبرتا. يقدر عدد سكانها بـ 204 نسمة ومساحتها 2.60 كم2 وترتفع عن سطح البحر 825 متر.